# Toronto Indoor 1985
Il Toronto Indoor 1985 è stato un torneo di tennis giocato sintetico indoor. È stata l'8ª edizione dello Toronto Indoor, che fa parte del Nabisco Grand Prix 1985. Si è giocato a Toronto in Canada dal 18 al 24 febbraio 1985.

## Campioni

### Singolare maschile
Kevin Curren ha battuto in finale  Anders Järryd con il punteggio di 7–6, 6–3

### Doppio maschile
Peter Fleming /  Anders Järryd hanno battuto in finale  Glenn Layendecker /  Glenn Michibata con il punteggio di 7–6, 6–2